# Burzenland

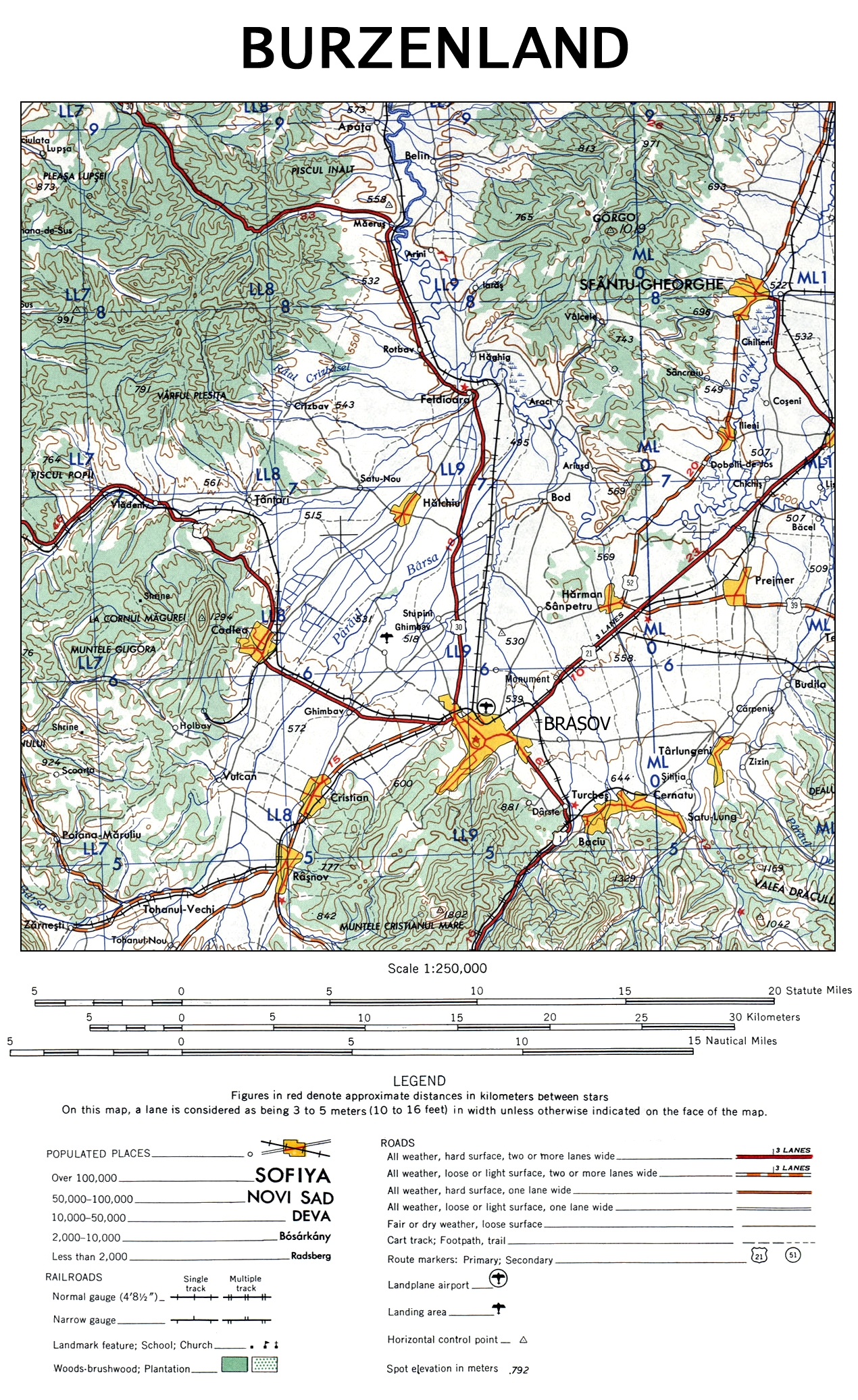
Mappa del Burzenland

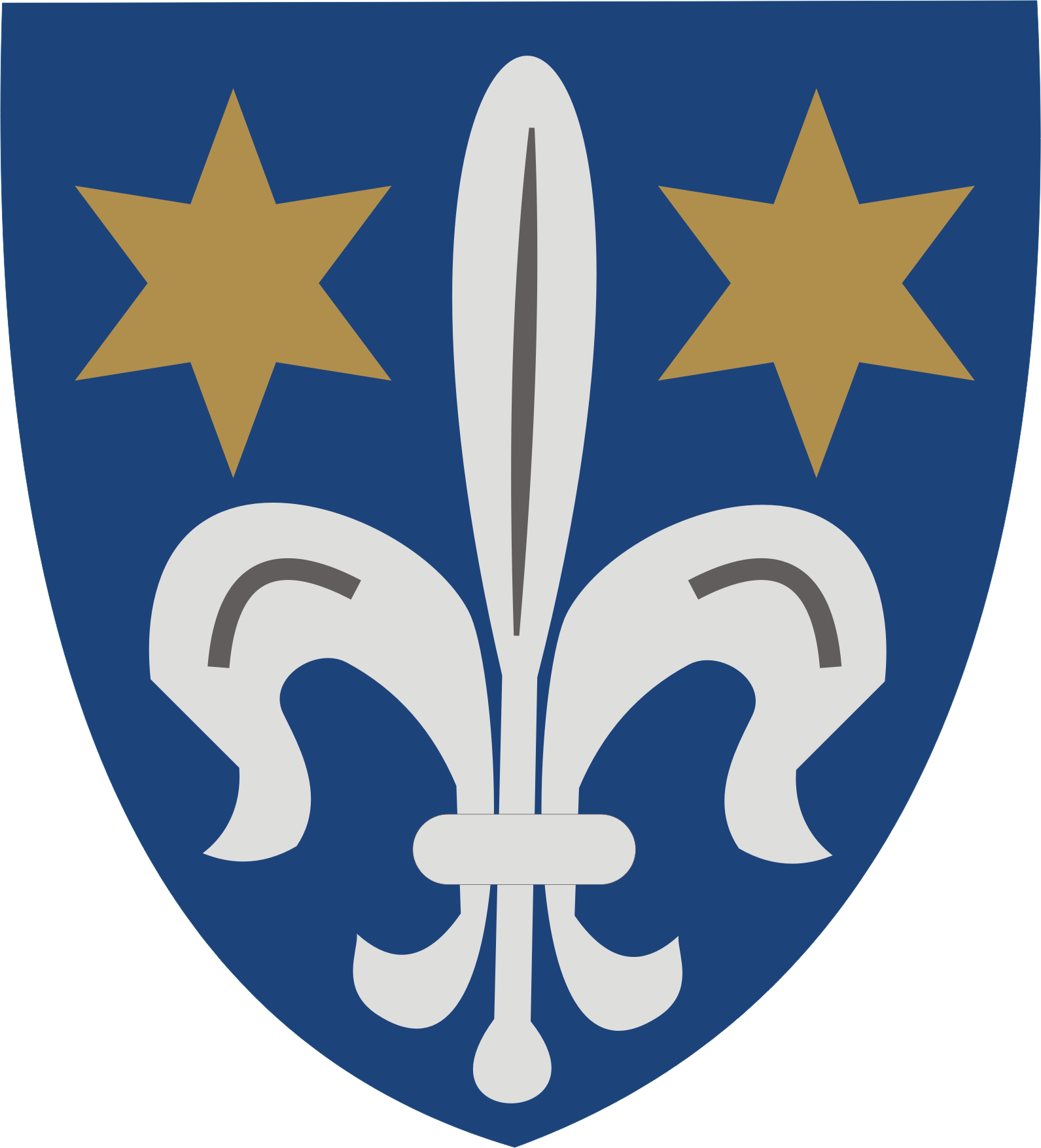
Lo stemma del Burzenland

Țara Bârsei o Burzenland ( ; rumeno; in ungherese Barcaság) è un'area storica ed etnografica sita nell'attuale Transilvania sudorientale, in Romania, con una popolazione mista di rumeni, tedeschi e ungheresi.

## Geografia
Il Burzenland si trova all'interno delle catene montuose dei Carpazi meridionali, delimitato approssimativamente da Apața a nord, Bran a sud-ovest e Prejmer a est. La città più importante è Brașov, mentre il nome del Burzenland si deve al torrente Barsà (Barca, Burzen, 1231: Borza), affluente del più importante fiume Olt. La parola rumena bârsă è presumibilmente di origine dacica.

## Storia

### Medioevo

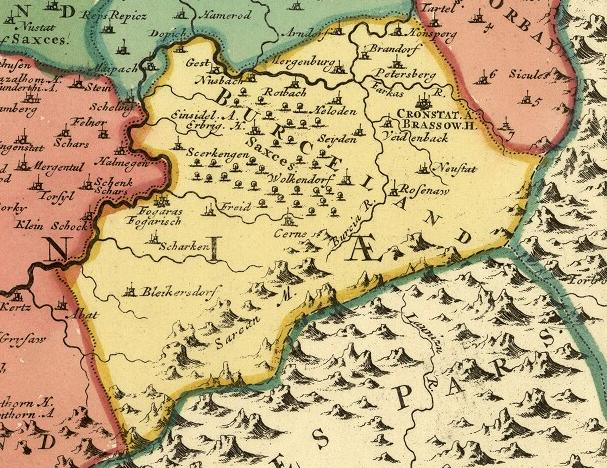
Mappa del Burzenland della prima metà del XVIII secolo. Brașov appare come Cronstadt/Brassow

Sulla base di prove archeologiche, sembra che la colonizzazione da parte di popolazioni tedesche della regione sia iniziata a metà del XII secolo durante il regno del re Géza II d'Ungheria. I coloni tedeschi di questa regione sono attestati in documenti già nel 1192, quando terra Bozza è menzionata come colonizzata da Germani (Theutonici).
Nel 1211 l'amministrazione della regione venne ceduta ai Cavalieri Teutonici dal re Andrea II d'Ungheria in cambio della loro protezione del confine sud-orientale del Regno d'Ungheria contro i Cumani. Mentre il re conservava il suo diritto di coniare valuta e crediti su depositi d'oro o d'argento che sarebbero stati scoperti, concesse ai Teutonici il diritto di stabilire mercati e amministrare la giustizia. I crociati vennero anche esentati da tasse e pedaggi. L'ordine militare iniziò a costruire fortezze in legno e terra nella zona oltre a cinque castelli (quinque castra fortia): Marienburg, Schwarzenburg, Rosenau, Kreuzburg e Kronstadt, alcuni dei quali in pietra. Grazie all'intervento dei monaci guerrieri, si riuscì a ridurre la minaccia dei nomadi Cumani, mentre al contempo vari coloni Sassoni del Sacro Romano Impero cominciarono lo sviluppo in zona di fattorie e villaggi per sostenere gli insediamenti militari e colonizzare la terra. Nonostante alcune fonti medievali indichino che il territorio fosse allora disabitato, più recenti studi provano il contrario.  e diverse fonti documentali Le crescenti rese agricole portarono a un'ulteriore colonizzazione da parte di un numero crescente d'immigrati tedeschi. 
I Cavalieri Teutonici, nell'esercizio del loro potere, tendevano a non rispettare i diritti acquisiti dal clero locale e tendevano a considerare poco anche i rappresentanti della nobiltà ungherese (che aveva già un nutrito numero di coloni nell'area). Potendo contare sull'appoggio di Béla, l'erede al trono d'Ungheria, i nobili fecero pressione affinché i cavalieri venissero cacciati da re Andrea II, dopo il suo ritorno dalla Quinta Crociata. Il Gran Maestro Hermann von Salza cercò allora di allentare i legami dell'Ordine con la corona ungherese avvicinandosi al Papato. Successivamente Andrea sfrattò l'Ordine con il suo esercito nel 1225 nonostante le proteste di papa Onorio III che non sortirono effetto. Queste vicissitudini portarono il Gran Maestro Hermann von Salza a richiedere maggiori garanzie d'autonomia prima di impegnare l'ordine militare con la Prussia. 
Insieme ai tedeschi, i re d'Ungheria permisero e favorirono gli insediamenti di popolazioni Szeklers e Pechenegs nella regione durante il XII e il XIII secolo. L'evidenza archeologica per lo stesso periodo suggerisce anche una forte popolazione rumena che abitava nei villaggi che in seguito saranno conosciuti come Șcheii Brașovului, Satulung, Baciu, Cernatu e Turcheș (il primo è oggi un quartiere della città di Brașov che si trova racchiuso fra la parte esterna delle antiche mura della città e le montagne, mentre gli altri quattro sono oggi siti nella vicina città di Săcele). Nella seconda metà del XIII secolo presenza di popolazione rumena è documentata nella zona di Bran (1252) e in quella di Tohani (1294), mentre nella seconda metà del XV secolo su nove villaggi locati nel dominio di Bran sette erano rumeni e solo due tedeschi. 
Al congresso di Luc'k nel 1429, Sigismondo, imperatore del Sacro Romano Impero e re d'Ungheria, suggerì che i Cavalieri Teutonici difendessero la regione durante le guerre ottomane in Europa. Guidato da Claus von Redewitz, un distaccamento di cavalieri dalla Prussia fu di stanza nel Burzenland per alcuni anni fino a quando, durante una campagna ottomana nel 1432, all'incirca la metà di essi venne sterminata.

### XX secolo
I sassoni della Transilvania rimasero nel Burzenland fino al Novecento. A partire dal 1976, la maggior parte di questa popolazione di origine tedesca iniziò ad immigrare nella Germania occidentale con l'approvazione del regime comunista rumeno.

## Città

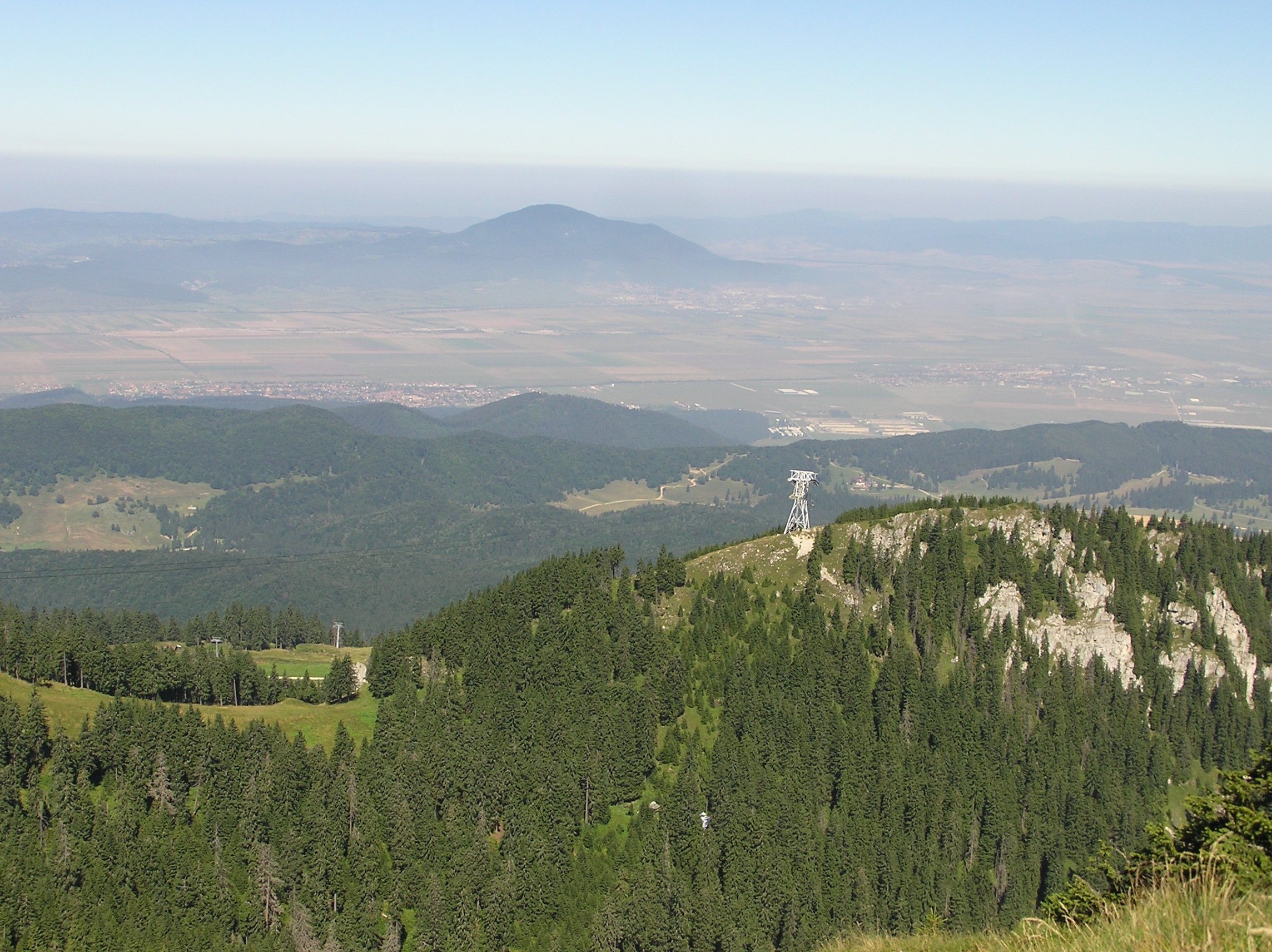
Vista di parte del Burzenland dalla vetta di Postăvaru. Ghimbav è sulla destra, mentre in lontananza si può scorgere Codlea

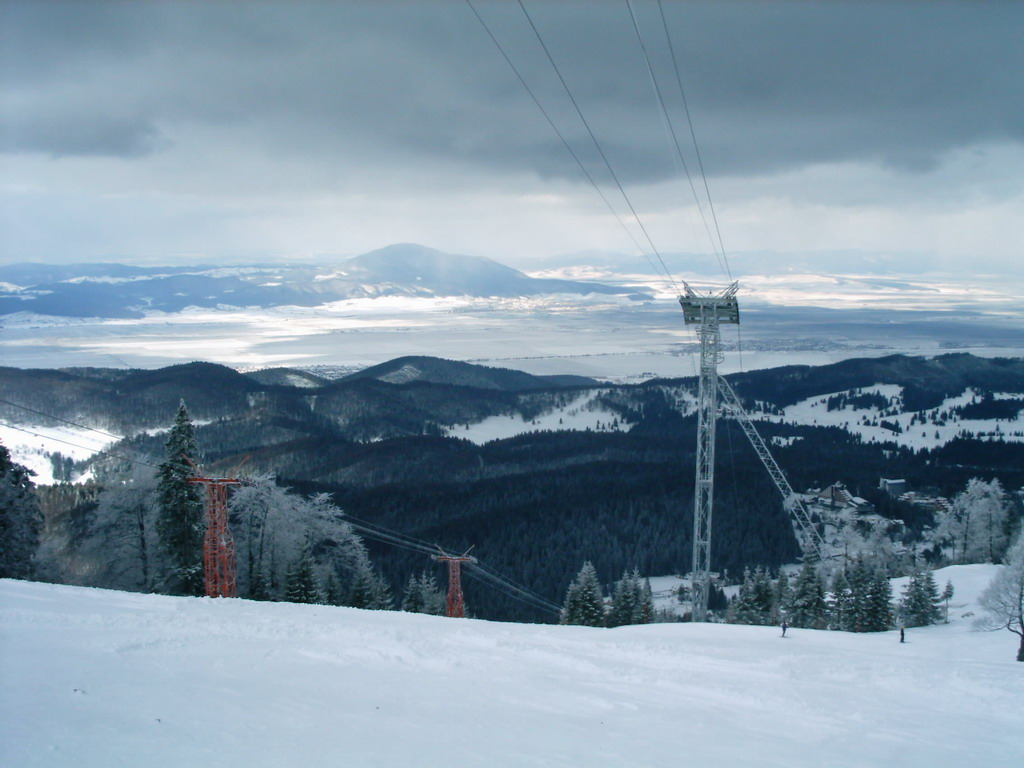
La stessa parte del Buzerland in inverno

Delle località riportate di seguito viene dato per primo il nome moderno rumeno, seguito dai nomi storici tedeschi e ungheresi.
- Apața ( Geist, Apaca )
- Bod (Brenndorf, Botfalva)
- Crusca (Törzburg, Törcsvár)
- Brașov (Kronstadt, Brassó)
- Codlea (Zeiden, Feketehalom)
- Cristian (Neustadt, Keresztényfalva)
- Crizbav (Krebsbach, Krizba)
- Dumbrăviţa (Schnakendorf, Szunyogszék)
- Feldioara (Marienburg, Földvár)
- Ghimbav (Weidenbach, Vidombák)
- Hălchiu (Heldsdorf, Höltövény)
- Hărman (Honigberg, Szászhermány)
- Măieruș (Nußbach, Szászmagyarós)
- Prejmer (Tartlau, Prazsmár)
- Râșnov (Rosenau, Barcarozsnyó)
- Rotbav (Rotbach, Szászveresmart)
- Săcele (Siebendörfer, Szecseleváros/Négyfalu)
- Sânpetru (Petersberg, Barcaszentpéter)
- Şercaia (Schirkanyen, Sárkány)
- Vulcano (Wolkendorf, Szászvolkány)
- Zărnești (Zernescht, Zernest)